# Xantusia wigginsi
Xantusia wigginsi (нічна ящірка Віггінса) — вид сцинкоподібних ящірок родини нічних ящірок (Xantusiidae). Мешкає в США і Мексиці.

## Поширення і екологія
Нічні ящірки Віггінса мешкають на Каліфорнійському півострові, від крайнього півдня штату Каліфорнії до затоки Себастьяна Віскаїно в штаті Південна Нижня Каліфорнія. Вони живуть в пустельних і напівпустельних чагарниках.